# On n'est pas sérieux quand on a dix-sept ans (Samson)
 (février 2017).
Si vous disposez d'ouvrages ou d'articles de référence ou si vous connaissez des sites web de qualité traitant du thème abordé ici, merci de compléter l'article en donnant les références utiles à sa vérifiabilité et en les liant à la section « Notes et références ».
Pour les articles homonymes, voir On n'est pas sérieux, quand on a dix-sept ans.
On n'est pas sérieux quand on a dix-sept ans est un livre autobiographique de Barbara Samson écrit avec la collaboration de Marie-Thérèse Cuny et publié le 7 avril 1994.
L'ouvrage est publié à l'ouverture de la soirée Sidaction, où l'auteur raconte sa contamination par le virus du sida à dix-sept ans, lors de sa première histoire d'amour. Elle raconte dans son livre les doutes, les espoirs mais également la crédulité qui l'ont amenée à être victime d'un homme irresponsable. L'histoire se déroule en 1992. Le titre de l'ouvrage est le premier vers du poème Roman d'Arthur Rimbaud.
Le livre a été portée à l'écran dans le téléfilm Mes dix-sept ans en 1996. 